# Ernst Jaakson
Ernst Jaakson (11. srpna 1905 Riga – 4. září 1998 New York) byl estonský diplomat, dlouholetý velvyslanec exilové vlády Estonska ve Washingtonu (1965–1993).

## Životopis
Vystudoval právo na Lotyšské univerzitě v Rize a později na univerzitě v Tartu a ekonomii na Columbia University v New Yorku. Po získání nezávislosti Estonska v roce 1918 pracoval v diplomatické službě např. v Litvě. Od roku 1929 do 1932 byl na funkci sekretáře estonského konsulátu v San Francisku. V roce 1932 byl jmenován konsulem baltské republiky v New Yorku. Po sovětské okupaci Estonska v roce 1940 (a opět roku 1944) odmítly Spojené státy a další demokratické země uznat legalitu anexe Estonska a nadále uznávaly jeho diplomatické zástupce.
V roce 1953 odmítl uznat emigrační vládu Augusta Reia úřadujícího v Oslo, prováděl vlastní lobbistickou politiku za nezávislost země.
V roce 1965, po smrti Johanese Kaiva, se stal generálním konzulem estonské legace ve Washingtonu. Jako nejdéle sloužící diplomatický zástupce ve Spojených státech a všeobecně uznávaná osobnost získal během osmdesátých let 20. století postavení neoficiálního doyena diplomatického sboru.
Po získání nezávislosti Estonska v roce 1991 nová vláda ustanovila Jaaksona jako velvyslance ve Washingtonu a jmenovala jej zástupcem země v OSN. V roce 1993 odstoupil z funkce velvyslance a stal se konzulem v New Yorku. Je uznáván jako jeden ze světových diplomatů s nejdelším působením v zahraniční službě (79 let). V roce 1995 vydal autobiografii Eestile (Pro Estonsko).
Několik týdnů po jeho smrti v roce 1998 vznikla v Tallinnu Nadace Ernsta Jaaksona, která si stanovila za cíl připomínat zásluhy estonského diplomata pro Estonsko.